# Gaspare Fossati

Una veduta della Galleria pochi anni dopo l'inaugurazione

Gaspare Fossati (Morcote, 7 ottobre 1809 – Morcote, 5 settembre 1883) è stato un architetto svizzero.

## Biografia
I suoi genitori erano Ambrogio Marcellino, un imprenditore nel campo dell'edilizia, e Virginia Rippa. Studiò a Venezia all'Accademia di belle arti e all'Accademia di belle arti di Brera a Milano dal 1822 al 1827. Durante l'ultimo anno vinse il concorso di architettura col progetto di un "pubblico archivio per una città capitale". Dopo essersi recato a Roma (1827-1832), dove si hanno numerose testimonianze descrittive del suo soggiorno (39 vedute litografate e due taccuini di viaggio)conobbe altri pittori francesi e artisti russi; si recò anche in Campania.

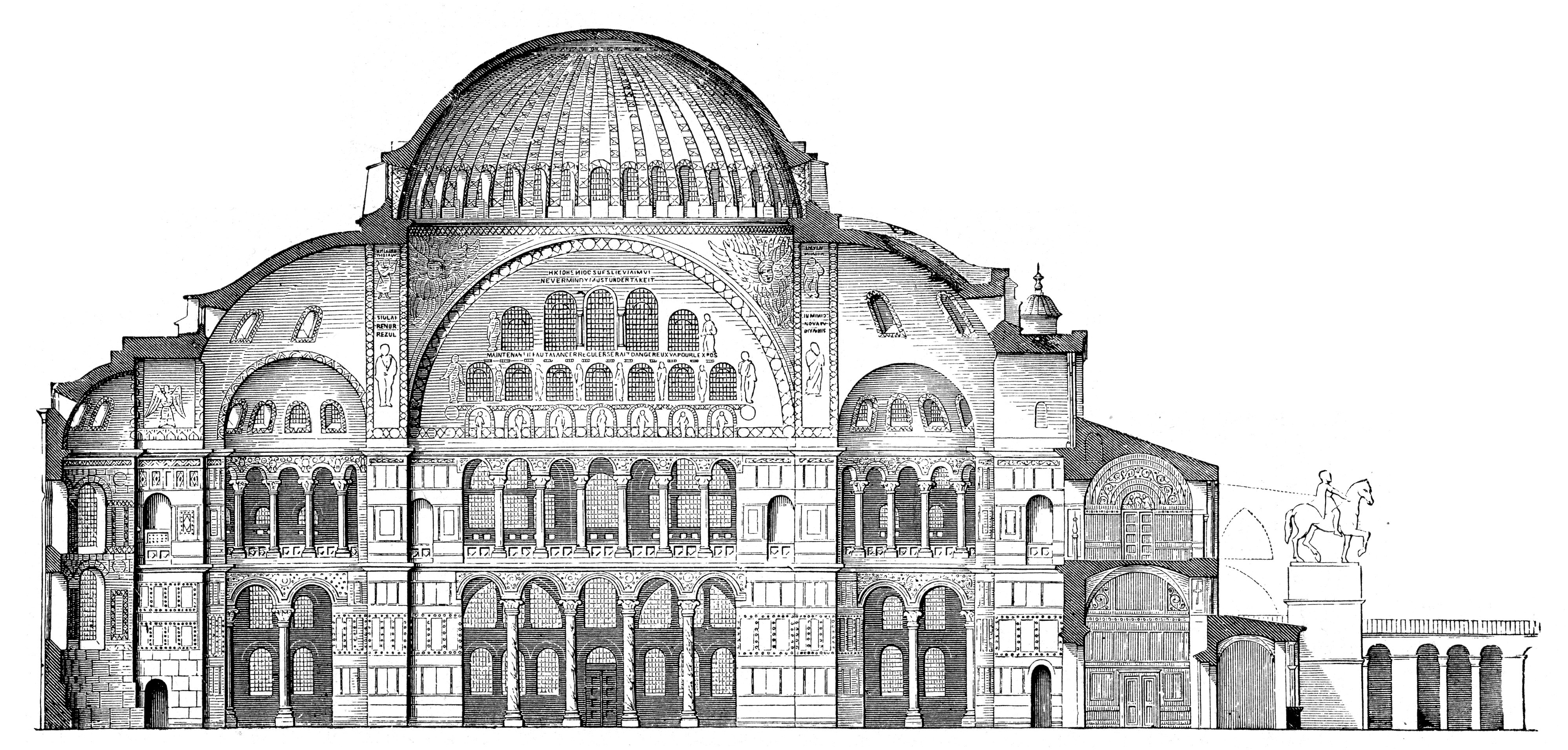
Sezione della moschea di Hagia Sophia

Nel 1833 giunse a San Pietroburgo e nel 1836 fu nominato accademico e architetto ufficiale della corte imperiale. Sposò nel 1836 Giuseppina Rusca, proveniente da una famiglia di architetti. Nel 1837 fu inviato dallo zar Nicola I a Istanbul col compito di costruire la nuova sede dell'ambasciata russa a Pera. Ristrutturò anche il palazzo Venezia, sede dell'ambasciata austriaca. In questi anni cambiò stile, dal classico al romantico, adattandosi alle situazioni. Dal 1840 fu membro dell'Accademia di belle arti di Brera. Nel 1843 ricostruì la chiesa dei Santi Pietro e Paolo. 
Nel 1847 il sultano Abdul Mejid I lo incaricò di restaurare la moschea di Hagia Sophia; qui lavorò col fratello Giuseppe, altro architetto. Raccontò e descrisse i vari lavori a cui prese parte in un albo pittorico pubblicato a Londra nel 1852. Nel 1858 rientrò a Morcote e, dopo aver costruito una casa in riva al lago, si dedicò a una cappella funeraria creata in stile moresco. Fece parte della commissione per l'esame dei progetti della Galleria Vittorio Emanuele a Milano e lavorò anche alla risistemazione della piazza del Duomo.

### Archivi
- Fondo presso ASTI.
- Disegni presso Gabinetto dei disegni e delle stampe dell'Acc. di belle arti di Brera, Milano.
- Schizzi e note presso ACit Lugano.